# Fundación Teatro a Mil
La Fundación Teatro a Mil es una institución sin fines de lucro fundada en 2004, financiada principalmente por la compañía minera Escondida BHP, con la misión de divulgar las artes escénicas en Chile. Su proyecto más conocido es el Festival Internacional Santiago a Mil, que se celebra cada mes de enero desde 1994.

## Historia
Los orígenes de la Fundación se encuentra en el festival Teatro a Mil (hoy Festival Internacional Santiago a Mil), organizado en 1994 por un grupo liderado por las productoras de teatro Carmen Romero y Evelyn Campbell, en el que participaron también los actores Francisco Reyes y Alfredo Castro (fundador de la compañía La Memoria), Juan Carlos Zagal (fundador de la desaparecida compañía La Troppa) y Mauricio Celedón (Teatro del Silencio). La programación estuvo conformada por cinco obras de las citadas tres compañías y transcurrió Centro Cultural Estación Mapocho, inaugurado ese año.
Con el paso de los años, el festival fue aumentando su programación e incluyó a compañías internacionales. En 2004, se estableció a Francia como primer país invitado consolidándose su carácter internacional, y el mismo año, con el fin de seguir desarrollándose con nuevos proyectos y poder acogerse a la Ley de Donaciones Culturales se constituyó la Fundación. El volumen de festival ha ido aumentando y su internalización ha sido enorme: si en 1994 comenzó con 5 obras, todas chilenas, en 2015 hubo 96, de las cuales 49 eran nacionales y 47 internacionales.
En 2004 se constituye Fundación Teatro a Mil, institución sin fines de lucro que trabaja durante todo el año para recuperar el espacio público para los ciudadanos, mejorar el acceso a la cultura y fortalecer las artes escénicas en Chile. En 2006 el festival antes conocido como Teatro a Mil pasó a llamarse Festival Internacional Santiago a Mil.
Además de organizar el festival, la fundación ha concebido y desarrollado importantes proyectos de largo aliento como el ciclo Teatro Hoy, la extensión del Festival Internacional de Buenos Aires en Chile, la presentación de grandes espectáculos internacionales de circo, temporadas y giras de teatro en distintas salas de Santiago y el país. Junto a ese trabajo, la organización ha desarrollado la línea de formación para públicos y artistas, la cual está compuesta de programas para dramaturgos, actores y directores en colaboración con importantes instituciones internacionales; gestiona un catálogo de obras que apoya en sus etapas de creación, comunicación y/o circulación a nivel nacional e internacional; y abre una ventana de promoción y circulación para las artes escénicas de Chile y Latinoamérica a través de la plataforma Platea.
La fundación se financia con subvenciones estatales, fondos públicos y privados.

## Equipo
Desde sus inicios, Fundación Teatro a Mil es una institución de la sociedad civil organizada, que trabaja por disminuir la brecha en el acceso a la cultura existente en Chile. Esta labor es responsabilidad de un equipo profesional multidisciplinario, comprometido con las artes escénicas, el cual trabaja durante todo el año diseñando, buscando financiamiento y ejecutando diversas iniciativas para brindar al público una oferta atractiva.
Una vez que los proyectos cuentan con recursos para su ejecución, los equipos de las diversas áreas les agregan valor a través de su trabajo y permanente innovación.
Se trata de un trabajo sinérgico y orientado al público, de alcance internacional, manteniendo una estrecha vinculación con todas las contrapartes: artistas, centros culturales, salas de teatro, auspiciadores, reparticiones públicas, instituciones culturales y proveedores, entre muchos otros.

## Directorio corporativo
- Delfina Guzmán, presidenta
- Francisco Reyes, vicepresidente
- Héctor Noguera, director
- Francisco Cox, tesorero
- Guillermo Calderón, secretario

## Financiamiento
A partir de la experiencia alcanzada desde su fundación en 2004, Fundación Teatro a Mil ha desarrollado un modelo de gestión y financiamiento único, sustentado en un profundo trabajo de cooperación en red con artistas, salas y centros culturales, proveedores y medios de comunicación, combinado con un sistema de financiamiento mixto.
La sinergia de recursos provenientes de diferentes reparticiones públicas y de la empresa privada, permite que la fundación pueda operar durante todo el año y financiar sus diferentes proyectos. Todos los recursos públicos que administra Fundación Teatro a Mil son auditados por la Contraloría General de la República y rendidos a las correspondientes contrapartes en informes, tanto en lo relativo al gasto, como a los resultados cualitativos y cuantitativos de cada uno de los proyectos.

### Fondos públicos
- Ministerio de las Culturas, las Artes y el Patrimonio. La fundación recibe una subvención anual mediante la Ley de Presupuesto de la Nación para todos los proyectos que ejecuta durante el año.
- Presidencia de la República. Los proyectos en regiones, que contribuyen a descentralizar el acceso a la cultura, son posibles gracias al aporte económico de Presidencia.
- Otros organismos públicos. La fundación recibe anualmente una subvención de la Dirección de Asuntos Culturales de la Cancillería para apoyar la circulación internacional de las compañías (pasajes y carga). También en 2016 postuló a un fondo de Corfo y Prochile para el apoyo a la profesionalización y fortalecimiento de Platea, plataforma de circulación internacional de las compañías chilenas.
- Fondo Nacional de Desarrollo Regional. En dos ocasiones la fundación ha recibido el apoyo del Fondo Nacional de Desarrollo Regional de la Región Metropolitana para llevar obras a comunas periféricas y rurales de la región.*
- Municipios. Durante todo el año se realiza un trabajo con las comunas con el fin de que las obras de nuestro catálogo circulen en todo el país, acercando de esta manera las artes escénicas al público de regiones.
- Centros culturales. Durante todo el año se realizan ventas de programación a estos espacios que buscan proyectos de forma independiente a su municipio.
- Gobiernos y agencias de cooperación internacional. Muchas compañías internacionales llegan a Chile gracias a que la fundación gestiona el apoyo económico de sus países a través de sus organismos públicos o agencias culturales.

### Fondos privados
- Grandes auspiciadores. Los aportes económicos de las empresas privadas están principalmente acogidos a la Ley de Donaciones Culturales, que permite que las empresas donen recursos para proyectos culturales a cambio de una rebaja de hasta el 50% en el pago de sus impuestos. La principal empresa auspiciadora de la fundación es Escondida|BHP, que realiza un gran aporte al desarrollo de la cultura y su expansión en regiones; desde 1997 la minera presenta el Festival Internacional Santiago a Mil y sus extensiones a las regiones de Tarapacá y Antofagasta.
- Medianos auspiciadores. Grandes y medianas empresas privadas financian proyectos específicos mediante colaboraciones de apoyo mutuo con la fundación. La alianza con Costanera Center permitió tener, entre 2012 y 2018, una Boletería Teatral en ese centro comercial y estar durante enero para el festival con el Descubre Santiago a Mil.
- Taquilla. De la venta de entradas de los espectáculos internacionales se considera un porcentaje como ingreso para la fundación. En cambio, en el caso de las compañías chilenas, el ingreso obtenido por venta de entradas se distribuye entre los artistas y la sala exclusivamente en un porcentaje acordado entre ellos. En el caso del Festival Santiago a Mil, entendiendo que los artistas chilenos no pueden financiarse mediante la taquilla –pues aún con la sala llena, las recaudaciones son escasas–, desde el año 2014 la fundación entrega un pago a las obras chilenas seleccionadas por el jurado, para que partan de una base mínima y no dependan completamente de la venta de entradas.
- Canje publicitario. La fundación no paga publicidad, sino que genera acuerdos de canje con diferentes medios de comunicación para promocionar sus proyectos.

## Líneas de trabajo
Los proyectos desarrollados están siempre atravesados por las cuatro grandes líneas de trabajo que guían el quehacer de Fundación Teatro a Mil como institución cultural.
- Creación. La realización de festivales, ciclos y giras es el principal motor de creación para la fundación. Se trabaja junto a compañías chilenas e internacionales, apoyándolas en sus procesos de creación y difusión de nuevas obras. El vínculo de la fundación con estas obras se materializa mediante convenios de producción, coproducción o representación, operando como una plataforma de empuje para que estas creaciones circulen por el país y desarrollen una sólida proyección internacional.
- Acceso. Al momento de organizar sus proyectos, muchas veces se encuentra la manera de llevar espectáculos a comunas de todo Chile, priorizando aquellas que no suelen tener una amplia oferta de artes escénicas, contribuyendo así a la descentralización geográfica del acceso a la cultura. El acceso también se concreta mediante políticas que permiten ofrecer espectáculos gratuitos para el público, descuentos para comprar entradas y programas especiales de acceso liberado para personas en condiciones de vulnerabilidad social.
- Formación. Para contribuir a la formación del público y generar nuevas audiencias para las artes escénicas, todos los proyectos de la fundación contemplan instancias de intercambio y aprendizaje, donde los participantes pueden reflexionar colectivamente, vivir experiencias en carne propia, interpelar y ser interpelados. En cuanto a la formación de artistas, en el marco de cada proyecto se realizan clases magistrales o talleres, y además durante el año la fundación desarrolla diversos proyectos de formación artística en alianza con instituciones culturales internacionales de gran relevancia, como los talleres de dramaturgia con The Royal Court Theatre, el programa de dirección escénica con el Goethe Institut Chile y las Residencias con The Watermill Center, New York Theatre Workshop  y Baryshnikov Arts Center.
- Circulación nacional e internacional. Una tarea constante de la fundación es abrir nuevas vías de salida para las artes escénicas latinoamericanas y particularmente chilenas. Desde la gestión de giras hasta el último día de función en el país de destino, el equipo de la fundación acompaña a los grupos en su experiencia internacional. Para mejorar esta circulación se ha consolidado la semana de programadores Platea , que cada año reúne a alrededor de 200 programadores durante el Festival Internacional Santiago a Mil, interesados en ver teatro, danza y música de artistas chilenos y latinoamericanos. Con los años, Platea se ha transformando en la mayor plataforma de exhibición para las artes escénicas contemporáneas en Chile.

## Proyectos
Los proyectos concebidos y organizados por Fundación Teatro a Mil se realizan durante todo el año, y están pensados para cumplir con la misión institucional de que el arte contemporáneo y las artes escénicas de excelencia sean fundamentales en la vida de Chile y de todos sus ciudadanos. Existen proyectos centrados en la exhibición de artes escénicas, la formación y la internacionalización.

### Festival Internacional Santiago a Mil
Desde 1994 se organiza cada mes de enero este festival, un espacio privilegiado para el arte escénico contemporáneo, que apuesta por la excelencia artística y la relevancia social y política de las temáticas abordadas en su programación. Se presenta teatro, danza, música, performance, artes visuales, cine y proyectos multidisciplinares provenientes de unos 25 países en cada versión. Los espectáculos llegan a unas 20 ciudades de Chile cada año, contribuyendo a descentralizar el acceso a la cultura en el país. Destacados nombres internacionales han pasado por el festival: Pina Bausch, Ariane Mnouchkine, Royal de Luxe, Robert Wilson, Christoph Marthaler, Jan Fabre, Krystian Lupa, Ivo van Hove, Romeo Castellucci, Lemi Ponifasio y Thomas Ostermeier, entre muchos otros.

### Teatro Hoy
Desde 2011 se realiza cada año este ciclo de teatro chileno contemporáneo que se realiza en varias salas de Santiago, entre abril y agosto. La programación reúne a compañías chilenas, bajo la curatoría de la Dirección Ejecutiva de la fundación en colaboración con las salas o espacios donde este ciclo se programa.

### Teatro en la Educación
En 2016, en el contexto de la Reforma Educacional y la discusión en torno a la Nueva Educación Pública, y poniendo en valor el trabajo de la Ilustre Municipalidad de La Granja en el campo de las artes escénicas, Fundación Teatro a Mil inició un programa piloto para integrar un programa de pedagogía teatral en el currículum obligatorio de dos establecimientos educacionales de la comuna, acompañando el trabajo en el aula con actividades que vinculen a la comunidad escolar con el territorio donde está el establecimiento y con el Centro Cultural Espacio Matta . El corazón de este programa se basa en la investigación y desarrollo disciplinar de la docente chilena Verónica García Huidobro , directora del Diplomado en Pedagogía Teatral y Teatro Aplicado de la Pontificia Universidad Católica de Chile.
En marzo de 2018, el nuevo Servicio Local de Educación Pública (SLEP) de Barrancas firmó un convenio de colaboración con Fundación Teatro a Mil para la ejecución del programa Teatro en la Educación en ocho colegios de Barrancas. De esta forma, y en el contexto de la Reforma Educacional, cuyo pilar fundamental es la Nueva Educación Pública que busca mejorar la calidad, acceso, equidad e inclusión en la enseñanza, 1.100 estudiantes de 32 cursos de 5° y 6° básico de las comunas de Pudahuel, Lo Prado y Cerro Navia, iniciaron el año con la asignatura de artes escénicas. En 2019 el programa suma a las escuelas de La Granja a la Escuela Básica Poeta Óscar Castro Zúñiga, establecimiento en el que participan estudiantes de 5° y 6° básico. En 2020, el programa debió ser pausado por la pandemia provocada por el COVID-19. 

### Programa de Dirección Escénica
Programa formativo único en Chile, en colaboración con Goethe Institut  y Ministerio de las Culturas, las Artes y el Patromonio, que busca ser un espacio experiencial en torno a la dirección escénica para jóvenes artistas escénicos que comienzan su carrera. El programa, gratuito para los participantes, consiste en una serie de actividades como workshops internacionales y nacionales, aprendizaje de alemán y una residencia artística por ciudades alemanas como Múnich y Berlín. Además, trabajan en sus proyectos personales, experimentando y definiendo sus propuestas, con espacios de encuentro y diálogo con sus pares y directores de trayectoria. Al finalizar el programa, cada propuesta es presentada en formato de work-in-progress en Lab Escénico del Festival Santiago a Mil.  
Desde su primera edición ha acompañado a más de 25 creadores, teniendo como participantes de la primera edición (2016-2018) a Ébana Garín, Ignacia González, Ignacio Tolorza, Samantha Manzur, Sebastián Squella y Sergio Gilabert. La segunda generación de directores (2018-2019) está compuesta por Constanza Blanco, Daniela Castillo, Isabel Fonseca, Mariana Hausdorf, Valentina Parada y Nelson Valenzuela. En su tercera versión (2019-2020), este programa abrió sus fronteras y seleccionó a los chilenos Carlos Soto y Nicolás Lange, a las artistas peruanas Claudia Tangoa y Mirella Quispe y los uruguayos Federico Puig y Florencia Caballero. En su cuarta versión (2020-2021), las y los artistas participantes fueron Lucía Trentini y Sebastián Calderón de Uruguay, Giovanni Oviedo y Sammy Zamalloa de Perú, Daniela Contreras López, Cheril Linett y Fernanda Águila de Chile, quienes han participado de una versión digital adaptada a las condiciones actuales. 

### Talleres del Royal Court Theatre en Latinoamérica
Desde el año 2012 Fundación Teatro a Mil junto al Royal Court Theatre (RCT) han venido desarrollando este programa de creación dramatúrgica para estimular la creación de jóvenes autores latinoamericanos. A lo largo de sus tres versiones, esta iniciativa ha logrado abrir un espacio para fortalecer la nueva dramaturgia, apoyando el trabajo de 41 escritores y escritoras de Chile, Argentina, Uruguay y Perú.  
La primera versión del programa se realizó entre 2012 y 2013 gracias a un convenio de colaboración con el Ministerio de las Culturas, las Artes y el Patrimonio, el British Council y el Royal Court Theare de Londres, convocando a 12 dramaturgos chilenos. La segunda versión se realizó entre 2016 y 2018 gracias al trabajo colaborativo entre Fundación Teatro a Mil (Chile), Complejo Teatral de la Ciudad de Buenos Aires (Argentina), Instituto Nacional de Artes Escénicas (Uruguay), British Council en Chile (Reino Unido) y Royal Court Theatre (Reino Unido), con la presencia de 15 dramaturgos chilenos, argentinos y uruguayos, estimulando la creación de nuevas obras y propiciando un intercambio cultural que aporte significativamente al desarrollo profesional de los autores. Entre 2018 y 2020 se realizó la tercera edición del programa, que contó con la participación de 14 dramaturgas y dramaturgos de Chile y Perú, y se realizó junto al Teatro La Plaza y el Festival Sala de Parto (Perú), en alianza con el British Council de Perú y Chile. 
Se han estrenado profesionalmente 12 obras escritas en el contexto del programa, y se han publicado en papel y digital la mayoría de ellas. Han participado de este programa 9 escritores y directores británicos, en la modalidad de tutores, con connotada trayectoria internacional como Nick Payne, Tanika Gupta y Leo Butler, todos a cargo de Elyse Dodgson, impulsora de esta iniciativa a nivel internacional. 

### Platea–Semana de Programadores
PLATEA es la plataforma del Festival Internacional Santiago a Mil orientada a promover interacciones y contactos entre profesionales independientes, de instituciones públicas o privadas relacionados con la producción, la distribución y la programación de espectáculos artísticos contemporáneos.
La Semana de Programadores, que desde 2014 se denomina PLATEA, es hoy un espacio consolidado que, a través de la organización de diversas actividades, promueve y favorece el encuentro y el intercambio de experiencias con el objetivo de ir creando las condiciones óptimas para llevar a cabo la internacionalización de la producción artística de la región, constituyéndose como una cita imprescindible para los profesionales y artistas cuyo trabajo se proyecta y realiza durante todo el año. 

### Programa LAB Escénico
Programa de actividades de formación artística e intercambio que invita a los artistas, estudiantes y todo interesado en el teatro, la danza, el circo, la performance o sus infinitos cruces, a participar activamente en diversas experiencias que buscan provocar la reflexión sobre el quehacer escénico y construir colectivamente los conocimientos y las prácticas que van delineando el desarrollo de las artes escénicas en nuestro país. Las modalidades de trabajo son Escuela con talleres formativos, Foro Público con seminarios, clases magistrales y diálogos con el público, y Pequeñas Audiencias, que acercan a los niños y niñas a la experiencia teatral. 
Se realiza en cada uno de los proyectos de la Fundación Teatro a Mil que tienen programación hacia el público, como el Festival Internacional Santiago a Mil y el Ciclo Teatro Hoy, además de algunos proyectos específicos.

### Boletaría Teatral
Primer espacio de venta e informaciones dedicado 100% a las artes escénicas en Chile, atendido por profesionales especializados que entregan información y atienden las preguntas de las personas sobre la programación pagada y gratuita de nuestros proyectos, así como de otros teatros y compañías socias. Desde 2012 ha sido el punto de encuentro de Fundación Teatro a Mil con el público, un trabajo asociativo que hasta enero de 2018 funcionó en Costanera Center y hoy, atendiendo a la velocidad de los cambios tecnológicos, ofrece este servicio en línea.

## Hitos y proyectos pasados

### 2004
- Festival Internacional Santiago a Mil y Semana de Programadores.
- Estreno de la coproducción Roman photo de La Gran Reyneta en Santiago a Mil.
- Feria de las Artes Escénicas del Cono Sur.

### 2005
- Festival Internacional Santiago a Mil y Semana de Programadores.
- Primer Jurado para Programación Nacional de Santiago a Mil.
- Feria de las Artes Escénicas del Cono Sur.

### 2006
- Festival Internacional Santiago a Mil y Semana de Programadores.
- Concierto Canta América Canta en Santiago.
- Feria de las Artes Escénicas del Cono Sur.

### 2007
- Festival Internacional Santiago a Mil y Semana de Programadores.
- Estreno de La pequeña gigante y el rinoceronte escondido en Santiago a Mil.
- Concierto 90 años de Violeta Parra en Santiago.
- Feria de las Artes Escénicas del Cono Sur.

### 2008
- Festival Internacional Santiago a Mil y Semana de Programadores.
- Lanzamiento del primer Abono General para Santiago a Mil.
- Concierto Cien años mil sueños en Santiago.
- Primer Encuentro de Festivales de Iberoamérica.

### 2009
- Festival Internacional Santiago a Mil y Semana de Programadores.
- Estreno de la coproducción Como el musguito en la piedra, ay sí, sí, sí... en Alemania.
- Segundo Encuentro de Festivales de Iberoamérica.
- Trilogía de Guillermo Calderón en el VII Festival Internacional de Buenos Aires.
- Estreno de Tercer cuerpo, primera coproducción de Fundación Teatro a Mil con la compañía argentina Timbre 4.
- Estreno de Orgía de la tolerancia, primera coproducción de Fundación Teatro a Mil con el director belga Jan Fabre.

### 2010
- Festival Internacional Santiago a Mil y Semana de Programadores.
- Ciclo 200 Años del Teatro Chileno en Santiago a Mil.
- Apertura a nuevas disciplinas: Tocatas Mil en Santiago a Mil.
- Lanzamiento del primer Abono en Blanco para Santiago a Mil.
- Estreno de la coproducción Buchettino en Espacio Matta.
- Concierto Hecho en Chile en el Teatro Grande de Pompeya junto a la orquesta del Teatro di San Carlo de Nápoles
- Ópera Inés de Suárez.
- Gira Teatro a Mil en 6 ciudades.
- Gira Teatro a la Chilena en 20 comunas de la Región Metropolitana.
- Concierto Teatro di San Carlo de Nápoles en Antofagasta, Valparaíso y Santiago.
- Ópera Cosi Fan Tutte del Teatro di San Carlos de Nápoles en Talca.

### 2011
- Festival Internacional Santiago a Mil y Semana de Programadores.
- Estreno de la coproducción Amledi, el tonto de Raúl Ruiz en Santiago a Mil.
- Estreno de Rain de Cirque Éloize en Chile.
- Ciclo Teatro Hoy.
- Primera extensión del Festival Internacional de Buenos Aires en Chile.
- Concierto para Violeta en Iquique, Antofagasta y Santiago.
- Estreno de El amor es un francotirador, primera coproducción de Fundación Teatro a Mil con la dramaturga argentina Lola Arias.
- Ópera Inés de Suárez interpretada por Ángela Marambio.
- Itinerancia de la obra Buchettino - dirigida por Chiara Guidi de la Societa Raffaello Sanzio , con dirección asistente de Aline Kuppenheim -  por comunas de la Región Metropolitana, la Región de la Araucanía y la Región de Valparaíso en el marco del programa del MINEDUC “Lee Chile lee”.

### 2012
- Festival Internacional Santiago a Mil y Semana de Programadores.
- Creación de la Tarjeta Regala Teatro para Santiago a Mil.
- Estreno de la producción El año en que nací de Lola Arias en Santiago a Mil.
- Estreno de Los náufragos de La Loca Esperanza del Théâtre du Soleil en Santiago a Mil.
- Talleres de artes escénicas impartidos por el Théâtre du Soleil en Santiago a Mil.
- Ciclo Teatro Hoy.
- Primera y segunda parte del primer Taller de Dramaturgia del Royal Court Theatre en Chile.
- Gira Teatro a Mil en 6 ciudades.
- Concierto Noviembre Suena a Gospel con el Harlem Opera Choir y su director Gregory Hopkins en Iquique, Antofagasta y Santiago.

### 2013
- Festival Internacional Santiago a Mil y Semana de Programadores.
- Estreno de la producción Escuela de Guillermo Calderón en Santiago a Mil.
- Tercera parte del primer Taller de Dramaturgia del Royal Court Theatre en Chile.
- Ciclo Teatro Hoy.
- Ciclo 40 Años del Golpe.
- Segunda extensión del Festival Internacional de Buenos Aires en Chile.
- Concierto Tanguería en Iquique, Antofagasta y Santiago.
- Concierto de Navidad Pedro y el Lobo bajo la dirección musical de Pedro-Pablo Prudencio y la participación de la Orquesta de la Universidad de Santiago de Chile.
- Gira Metropolitana Teatral en 6 comunas.
- Estreno en Chile de Preparatio mortis de Jan Fabre.
- Estreno en Chile de Forever young de Daniel Casablanca.

### 2014
- Festival Internacional Santiago a Mil, Platea 14 – Semana de Programadores y LabEscénico.
- Primera Selección de Teatro Regional en Santiago a Mil.
- Ciclo Teatro Hoy.
- Estreno de Cirkopolis de Cirque Éloize en Chile.
- Gira Teatro a Mil por varias regiones del país.
- Estreno de Ricardo III, coproducción de Fundación Teatro a Mil y Jaime Lorca.
- Semana Shakespeare 450 en tres regiones del país.

### 2015
- Festival Internacional Santiago a Mil, Platea 15- Semana de Programadores y LabEscénico.
- Ciclo Teatro Hoy.
- Tercera extensión del Festival Internacional de Buenos Aires
- Estreno de I AM MAPUCHE, coproducción de Fundación Teatro a Mil con Lemi Ponifasio
- Estreno de Knitting Peace de Cirkus Cirkor (Suecia) en Chile
- Primera Escuela Nómade liderada por Ariane Mnouchkine con la troupe francesa Théâtre du Soleil en Espacio Matta de La Granja

### 2016
- Festival Internacional Santiago a Mil, Platea 16 - Semana de Programadores y LabEscénico.
- Ciclo Teatro Hoy.
- Teatro en la Educación. Proyecto Piloto en La Granja
- Taller del Royal Court Theatre en Chile, Argentina y Uruguay.
- Programa de Dirección Escénica con Goethe Institut
- Estreno Interplay de Sydney Dance Company (Australia) en Santiago.
- Paris de nuit de la compañía Recirquel (Hungría) en Santiago.

### 2017
- Festival Internacional Santiago a Mil, Platea 17 – Semana de Programadores y LabEscénico.
- Ciclo Teatro Hoy.
- Teatro en la Educación. Proyecto Piloto en La Granja
- Segundo Taller del Royal Court Theatre en Chile, Argentina y Uruguay.
- Programa de Dirección Escénica con Goethe Institut
- Temporadas: Ciclo Los Grandes del teatro chileno y ciclo Teatrocinema (Teatro Municipal de Las Condes). Ciclo Guillermo Calderón ( Teatro Nacional Chileno).
- Cuarta extensión Festival Internacional de Buenos Aires en Chile.
- Ciclo Teatro y Memoria (Centros culturales de 11 comunas de la RM)

### 2018
- Festival Internacional Santiago a Mil, Platea 18 – Día del Patrimonio del Teatro, Semana de Programadores y LabEscénico.
- Fundación Teatro a Mil firma convenio con el Servicio Local de Barrancas, integrado por las comunas de Pudahuel, Lo Prado y Cerro Navia, para la implementación del Programa Teatro en la Educación en ocho establecimientos educacionales.
- Programa para el adulto mayor Al Teatro
- Teatro a Mil en Rapa Nui
- Ciclo Teatro Hoy
- Ciclo Teatro y Memoria

### 2019
- Festival Internacional Santiago a Mil, Platea 19 – Día del Patrimonio del Teatro y LabEscénico
- Ciclo Teatro Hoy
- Programa para el adulto mayor Al Teatro
- Ciclo Teatro a Mil en comunas

### 2020
- Festival Internacional Santiago a Mil, Platea 20, Día del Patrimonio del Teatro y LabEscénico y Cabildos Culturales
- Teatroamil.tv
- Ciclo Teatro Hoy en línea
- Ciclo Danza Hoy - Primera edición
- Programa para personas mayores Al Teatro, tercera edición
- Programa de Dirección Escénica
- Diálogos Constituyentes